# Saint-Hilarion (Yvelines)
Saint-Hilarion é uma comuna francesa na região administrativa da Île-de-France, no departamento de Yvelines. A comuna possui 781 habitantes segundo o censo de 1990.